# Diocesi di Nicolet
La diocesi di Nicolet (in latino: Dioecesis Nicoletana) è una sede della Chiesa cattolica in Canada suffraganea dell'arcidiocesi di Sherbrooke. Nel 2021 contava 221.279 battezzati su 227.313 abitanti. È retta dal vescovo Daniel Jodoin.

## Territorio
La diocesi comprende parte della regione del Centre-du-Québec in Canada.
Sede vescovile è la città di Nicolet, dove si trova la cattedrale di San Giovanni Battista. A Drummondville sorge la basilica minore di San Federico.
Il territorio si estende per 3.682 km² ed è suddiviso in 26 parrocchie, a cui fanno capo diverse comunità locali, che hanno perso lo status di parrocchia nella prima metà degli anni 2010.

## Storia

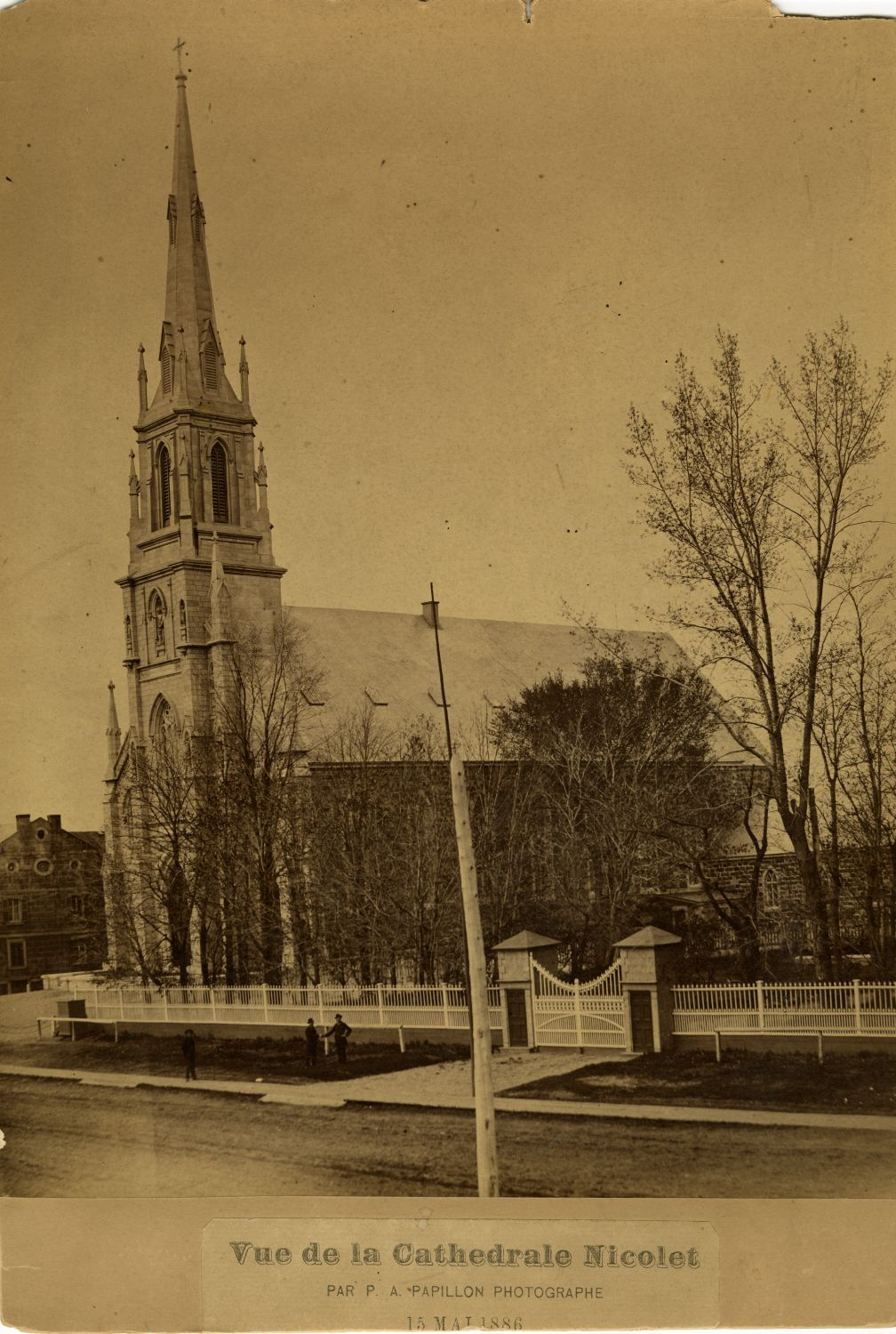
La prima cattedrale in una cartolina del 1886.

La diocesi è stata eretta il 10 luglio 1885 con il breve Quae catholico nomini di papa Leone XIII, ricavandone il territorio dalla diocesi di Trois-Rivières.
La prima cattedrale era la parrocchia di San Giovanni Battista, un edificio che era stato costruito in stile neogotico nel 1872. Nel 1889 ne fu annunciata la demolizione e nel 1896 si iniziò la costruzione di una nuova chiesa cattedrale, senza però demolire la prima cattedrale, che sarà distrutta da un incendio nel 1906. Frattanto la costruzione della seconda cattedrale fu interrotta per difetti tecnici, nel 1900 si decise di costruire un nuovo edificio, anche questo atterrato dall'incendio del 21 giugno 1906, prima che fosse terminato. Il 13 maggio 1910 fu consacrata la nuova cattedrale in stile neobarocco, che nel 1955 accusò dei problemi statici dovuti a smottamento del terreno, pertanto dal 1956 al 1963 fu costruita su un nuovo sito l'attuale cattedrale.
Originariamente suffraganea dell'arcidiocesi di Québec, nel 1951 è entrata a far parte della provincia ecclesiastica dell'arcidiocesi di Sherbrooke.

## Cronotassi dei vescovi
Si omettono i periodi di sede vacante non superiori ai 2 anni o non storicamente accertati.
- Elphège Gravel † (10 luglio 1885 - 28 gennaio 1904 deceduto)
- Joseph-Simon-Herman Brunault † (28 gennaio 1904 succeduto - 21 ottobre 1937 deceduto)
- Albini Lafortune † (17 maggio 1938 - 8 novembre 1950 deceduto)
- Joseph Albertus Martin † (8 novembre 1950 succeduto - 14 marzo 1989 ritirato)
- Raymond Saint-Gelais (14 marzo 1989 succeduto - 11 luglio 2011 ritirato)
- André Gazaille (11 luglio 2011 - 18 ottobre 2022 ritirato)
- Daniel Jodoin, dal 18 ottobre 2022

## Statistiche
La diocesi nel 2021 su una popolazione di 227.313 persone contava 221.279 battezzati, corrispondenti al 97,3% del totale.
| anno | popolazione | popolazione | popolazione | presbiteri | presbiteri | presbiteri | presbiteri                | diaconi | religiosi | religiosi | parrocchie |
| anno | battezzati  | totale      | %           | numero     | secolari   | regolari   | battezzati per presbitero | diaconi | uomini    | donne     | parrocchie |
| ---- | ----------- | ----------- | ----------- | ---------- | ---------- | ---------- | ------------------------- | ------- | --------- | --------- | ---------- |
| 1950 | 129.741     | 131.287     | 98,8        | 240        | 220        | 20         | 540                       |         | 280       | 1.341     | 82         |
| 1966 | 153.311     | 154.716     | 99,1        | 332        | 298        | 34         | 461                       |         | 290       | 1.318     | 85         |
| 1970 | 156.158     | 157.819     | 98,9        | 323        | 288        | 35         | 483                       |         | 275       | 1.293     | 85         |
| 1976 | 159.319     | 161.274     | 98,8        | 288        | 250        | 38         | 553                       | 3       | 190       | 1.132     | 85         |
| 1980 | 167.393     | 169.365     | 98,8        | 259        | 223        | 36         | 646                       | 8       | 199       | 1.181     | 85         |
| 1990 | 171.000     | 175.000     | 97,7        | 221        | 180        | 41         | 773                       | 15      | 173       | 926       | 85         |
| 1999 | 187.370     | 190.952     | 98,1        | 170        | 146        | 24         | 1.102                     | 21      | 114       | 642       | 85         |
| 2000 | 188.199     | 192.053     | 98,0        | 163        | 143        | 20         | 1.154                     | 22      | 102       | 618       | 85         |
| 2001 | 188.233     | 192.162     | 98,0        | 162        | 140        | 22         | 1.161                     | 22      | 108       | 581       | 85         |
| 2002 | 189.782     | 193.758     | 97,9        | 159        | 137        | 22         | 1.193                     | 25      | 101       | 556       | 85         |
| 2003 | 188.813     | 192.821     | 97,9        | 150        | 129        | 21         | 1.258                     | 25      | 110       | 491       | 85         |
| 2004 | 189.895     | 193.865     | 98,0        | 146        | 125        | 21         | 1.300                     | 24      | 113       | 448       | 85         |
| 2013 | 211.244     | 218.229     | 96,8        | 107        | 93         | 14         | 1.974                     | 24      | 58        | 267       | 60         |
| 2016 | 212.810     | 221.713     | 96,0        | 96         | 85         | 11         | 2.216                     | 22      | 49        | 235       | 25         |
| 2019 | 218.237     | 226.751     | 96,2        | 83         | 77         | 6          | 2.629                     | 24      | 12        | 183       | 26         |
| 2021 | 221.279     | 227.313     | 97,3        | 80         | 72         | 8          | 2.765                     | 21      | 29        | 152       | 26         |